# 如皋机场
如皋机场位于江苏省南通市如皋市市南15公里的磨头镇青年路，故又名磨头机场。
1964年，开工建设。1965年竣工，时为军用机场。
1984年4月，南通市被国家列为沿海14个进一步对外开放城市之一。为适应对外开放需要，1986年，南通市关于利用如皋空军机场办民航的报告，经批准，如皋机场改为军民两用机场。
1987年2月，中国联合航空公司南通分公司成立。公司成立后，开辟了南通如皋至北京、惠州两条航线，每周两班，机型为AN24、IL18等。南通兴东机场启用后，南通市将中国联航南通分公司移交如皋市管理。
南通兴东机场重建通航后，停止民用，现为中国空军一军用机场，同时作为南通兴东机场的辅降机场。